# Lajos Werkner
Lajos Werkner (Budapest, 23 d'octubre de 1883 – Budapest, 12 de novembre de 1943) va ser un tirador d'esgrima hongarès que va competir a començaments del segle xx.
El 1908 va prendre part en els Jocs Olímpics de Londres, on guanyà la medalla d'or en la competició de sabre per equips del programa d'esgrima, formant equip amb Jenő Fuchs, Péter Tóth, Péter Tóth i Dezső Földes. En la prova de sabre individual fou sisè.
Quatre anys més tard, als Jocs d'Estocolm, guanyà una nova medalla d'or en la competició de sabre per equips, mentre en la prova sabre individual fou setè.